# مصريون في الأردن
| عمّان، العقبة، الطفيلة، عجلون |

| العربية |

| مسلمون سنة و أقلية مسيحية قبطية |

المصريون في الأردن هم جزء من شتات الشعب المصري، يعيشون في المملكة الأردنية الهاشمية سواء من العمالة أو المقيمين. بلغ عدد المصريين المُسجلين في الأردن عام 2015 حوالي 636,000 نسمة.

## تاريخ

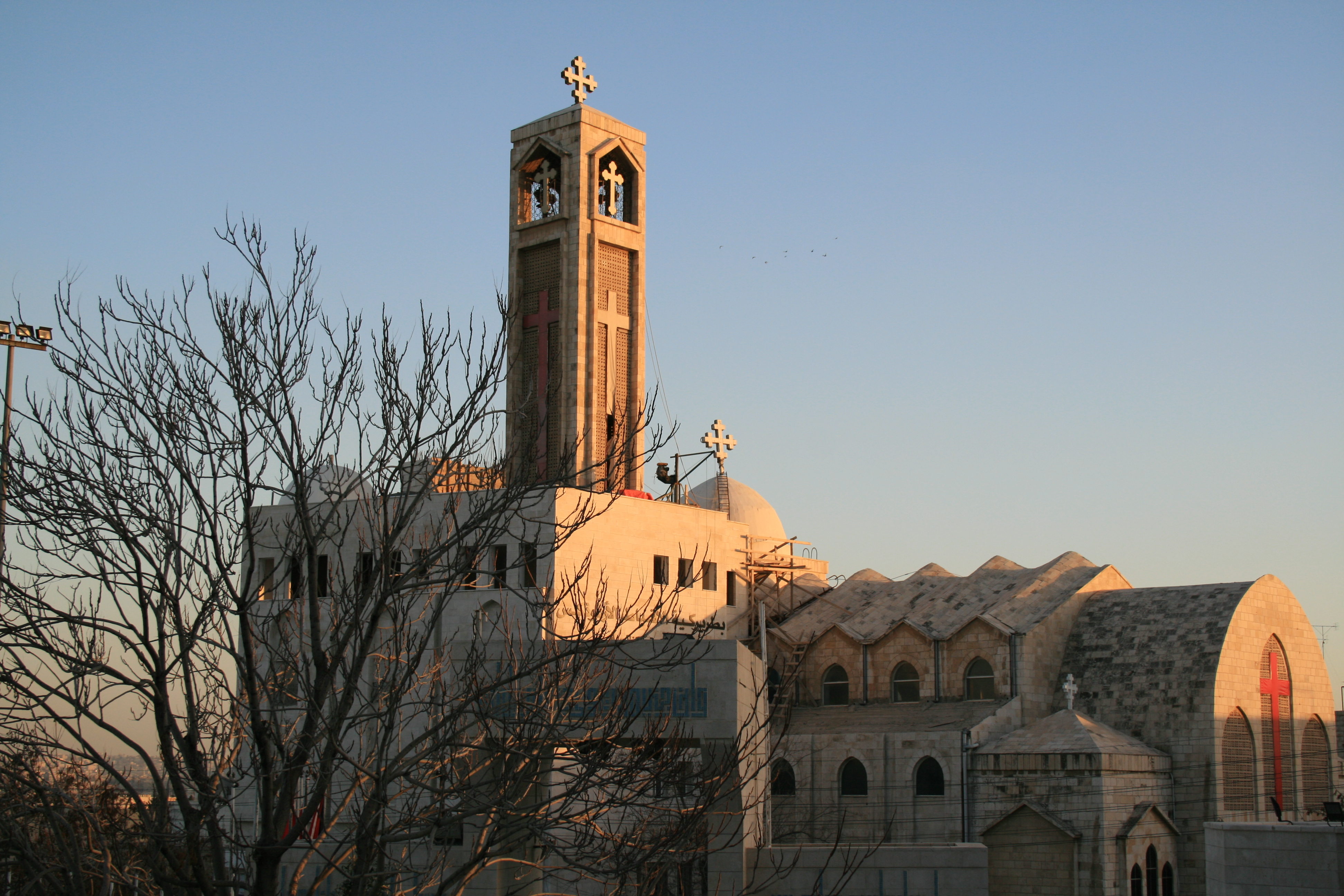
كنيسة الأقباط في جبل اللويبدة، عمّان.

تعيش في الأردن جالية مصرية كبيرة، تُعتبر أكبر رابع جالية من المغتربين المصريين في العالم. إذا بدأ المصريون بالعمل في المدن الأردنية وأريافها منذ فترة طويلة نتيجةً للتقارب الجغرافي بين مصر والأردن، حتى أصبح عددهم يشكّل الجزء الأكبر من العمالة الوافدة إلى المملكة حتى حلول الأزمة السورية، حيث بلغت نسبتهم 68.9% من إجمالي العمالة الوافدة عام 2011، يعيشون في العاصمة عمّان وفي العقبة ومدن قريبة أخرى.
يتركز عمل العمالة المصرية في قطاع الزراعة بنسبة 28.1% تليها الخدمات الاجتماعية بنسبة 25.3%، ومن ثم الصناعات التحويلية بنسبة 21.5%، في حين بلغت النسبة في قطاع تجارة المطاعم والفنادق 13%، وفي قطاع البناء والتشييد 8.9%.

## وصلات خارجية
- وثائقي قصير عن العمالة المصرية في الأردن